# Union syndicale lycéenne
L'Union syndicale lycéenne (USL), née le 17 décembre 2023, est une association loi de 1901, la principale se revendiquant comme syndicat lycéen français. Elle s'inscrit dans la continuité de l'Union nationale lycéenne (UNL), créée en 1994, puis de La Voix lycéenne, créée en 2021.
L'organisation est positionnée de gauche à l'extrême gauche de l'échiquier politique.

## Historique

### Union nationale lycéenne

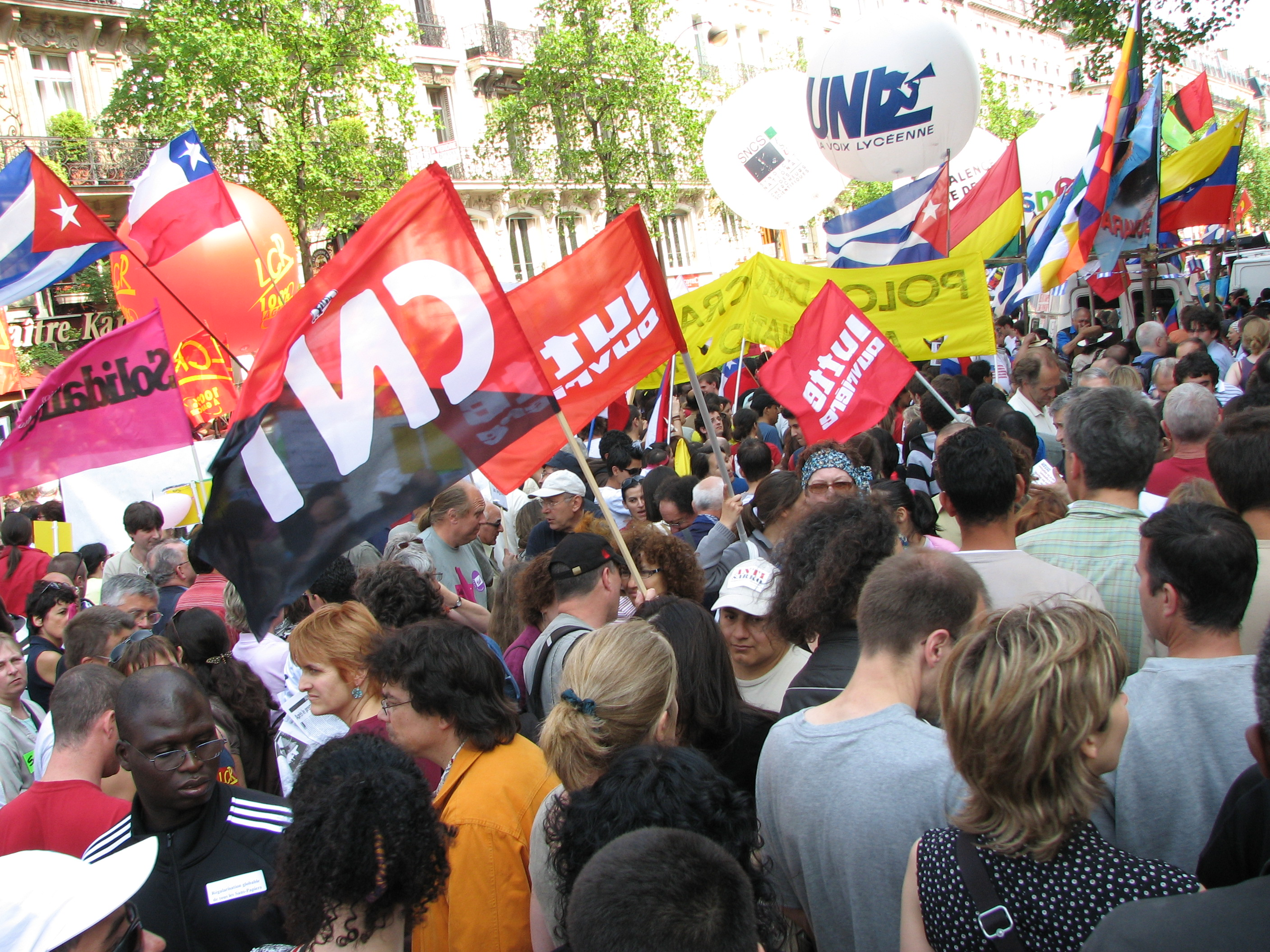
Manifestations en 2007 avec présence d'une montgolfière gonflable de l'UNL en haut à droite.

Alors que le mouvement contre la révision de la loi Falloux de François Bayrou commence à secouer l'enseignement secondaire – une manifestation le 16 janvier réunit plus d'un million de personnes – les élus de l'Union nationale des élus lycéens (UNEL), fondée en 1993, décident de donner une orientation résolument syndicale à leur organisation qui, en s'adressant désormais à l'ensemble des lycéens, devient en janvier 1994 l'Union nationale lycéenne (UNL), menée par Samuel Gion. Après une première apparition médiatique lors du mouvement contre la révision de la loi Falloux, puis une première victoire électorale lorsque deux des trois sièges lycéens au Conseil supérieur de l'éducation (CSE) sont remportés par des candidats de l'organisation en mars 1994, celle-ci va prendre une réelle ampleur à l'occasion du mouvement contre le contrat d'insertion professionnelle (CIP) au printemps,.
À la suite du départ de Samuel Gion, c'est Michaël Delafosse qui préside l'organisation depuis Montpellier en 1995. Il est élu au CSE cette même année, et est nommé par le ministre de l'Éducation nationale François Bayrou parmi les « sages » de la commission Fauroux chargée de présenter des propositions de réforme pour le système éducatif.

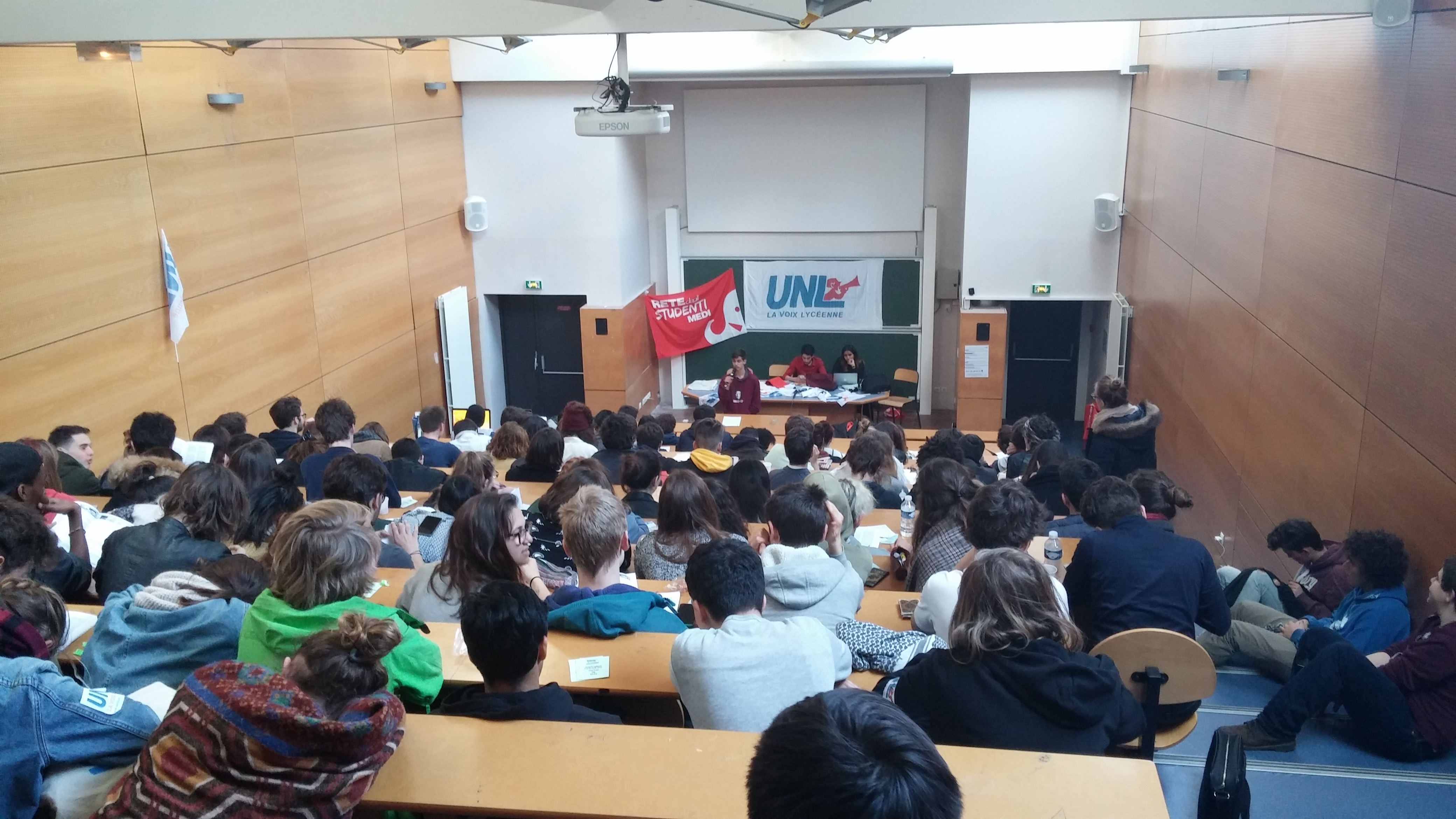
Congrès de l'UNL en avril 2016.

En octobre 2009, l'UNL-D (ancien nom du Syndicat général des lycéens), après avoir dénoncé des pratiques « frauduleuses » lors de votes au cours du conseil national de l'association, fait scission vis-à-vis du syndicat,.
En 2016, une nouvelle scission donne lieu à l'UNL-SD qui deviendra par la suite le MNL.
En 2020, Mathieu Devlaminck est élu président du syndicat. L'UNL cesse ses activités début 2021, et est placée en redressement judiciaire.
En 2021, les militants de l'UNL fondent le syndicat « La Voix lycéenne » (VL), qui se positionne dans la même ligne, expliquant que d'après eux « les syndicats ne sont plus en mesure de proposer des modes d’actions efficaces contre les réformes du gouvernement. »,. L'Étudiant analyse que VL prend directement la suite de l'UNL.

### Union syndicale lycéenne

#### Naissance et controverse
Le 3 novembre 2023, l'USL tout juste créée affirme être issu de la fusion de nombreux syndicats lycéens (LVL, FIDL, Union pirate lycéenne, MNL, l’ULF, IEL syndicat, CSTE et AEB).
Cependant, deux autres syndicats, le MNL et la FIDL, réfutent cette fusion. France Info relève : « Contrairement à ce que des représentants lycéens ont indiqué [...], il ne s'agit pas d'une fusion des trois syndicats lycéens, mais de la création d'un nouveau syndicat lycéen »

#### Positionnement
Couvrant en 2023 près de 60 % des départements français, l’USL revendique 500 militants. Depuis sa création, l'Union réclame notamment un approvisionnement bio et local dans les cantines des lycées, prône l'abrogation de Parcoursup, s'oppose au service national universel et à la généralisation du port de l'uniforme.

## Actions et prises de position
L'Union Syndicale Lycéenne lutte en faveur de l'égalité des chances. Elle prône l'abrogation de Parcoursup,, dénonce les coupes budgétaires dans l’Éducation nationale et réclame plus de professeurs et de personnels pour accompagner les lycéens tout au long du lycée.
Le syndicat s'engage massivement lors du mouvement social en oppositions à la réforme des retraites en France en 2023. De multiples actions sont organisées à l'échelle nationale, telles que le blocus de plusieurs centaines de lycées,, ou encore des cortèges de manifestations.
L'Union Syndicale Lycéenne s'est particulièrement distingué par sa volonté affichée dans ses prises de positions anarchistes d'"aller plus loin" dans les revendications de ce Mouvement social en demandant également "le retrait de Parcoursup et du nouveau bac".
En septembre 2023, l'organisation dépose un « recours en suspension de l’interdiction du port de l’abaya dans les établissements scolaires » devant le Conseil d'État. Le 25 septembre, celui-ci maintient l’interdiction de l’abaya à l’école, selon la volonté du peuple.
Depuis juillet 2024 et la dissolution de l'Assemblée nationale, l'Union Syndicale Lycéenne se positionne aux côtés des partis d'extrême-gauche du Nouveau Front populaire en estimant que leur programme est celui qui respecte le mieux ses propositions et en soutenant la coalition de gauche face à Emmanuel Macron,.
Le 22 novembre, l'Union Syndicale Lycéenne lance un appel au blocus de tous les lycées de France le 5 décembre. Ce blocus est en réponse au budget qu'il qualifie « d'austère socialement » proposé par le Gouvernement Michel Barnier pour l'année 2025 qui prévoit notamment la suppression de 4000 postes de professeur. Cet appel fait écho à celui lancé quelques jours auparavant par les syndicats de l'éducation.

## Identité

### Logos

Logo de l'UNL de 2014 à 2021
Logo de la Voix Lycéenne de 2022 à 2023
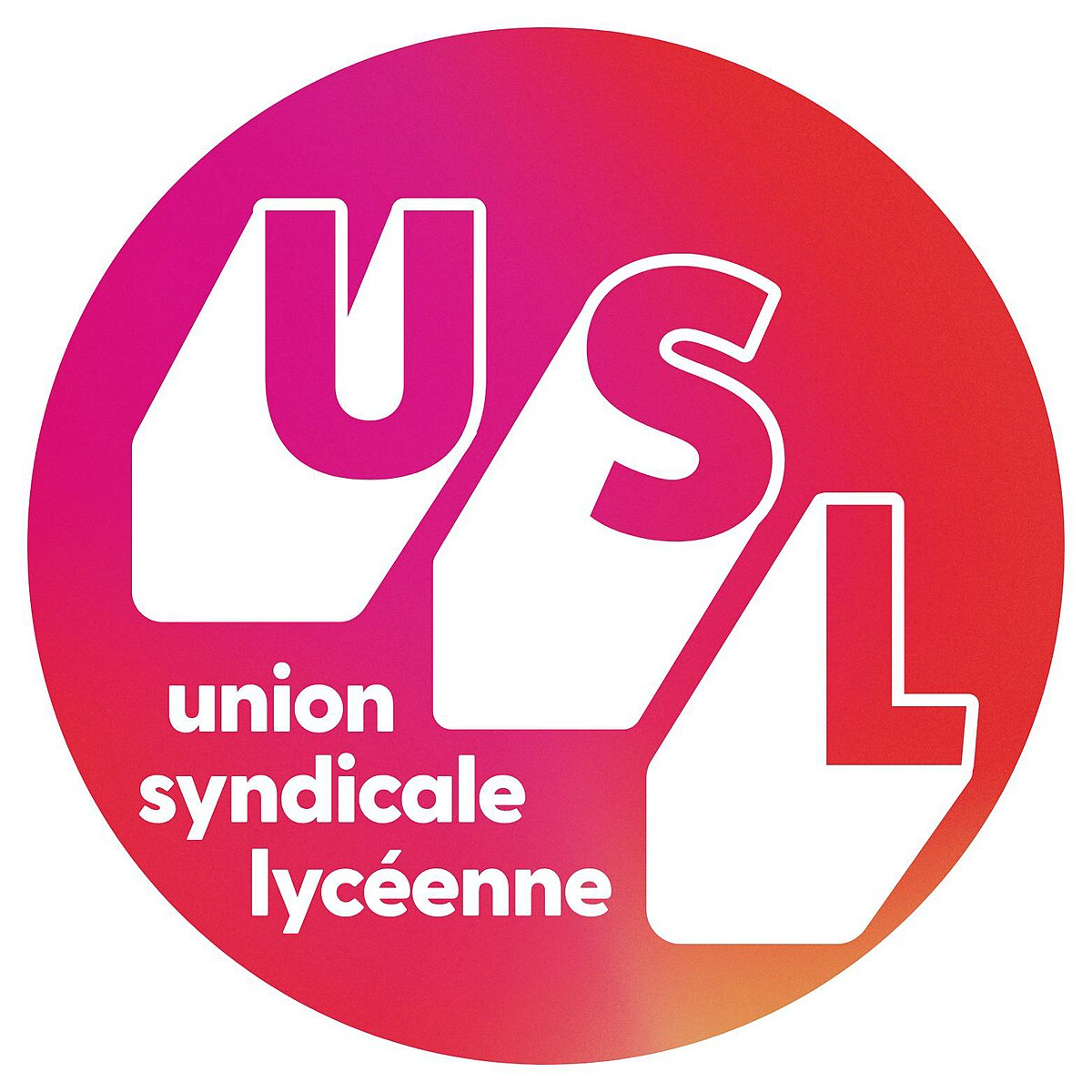
Logo de l'USL depuis 2023